# Bodilus rudii
Bodilus rudii är en skalbaggsart som beskrevs av S. Endrödi 1968. Bodilus rudii ingår i släktet Bodilus och familjen Aphodiidae. Inga underarter finns listade.